# Carlos Tévez
Carlos Alberto Martínez Tévez, född 5 februari 1984 i Buenos Aires, är en argentinsk fotbollstränare och före detta spelare. Han spelade tidigare för Manchester City, Boca Juniors, Corinthians, West Ham United, Manchester United och Juventus.

## Uppväxt
Carlos Tévez är uppväxt i ett av de farligaste och fattigaste områdena i Buenos Aires. Området heter Ejército de los Andes som är också känt som "Fuerte Apache", varifrån han fick smeknamnet Apache.
Tévez långa, klart synliga ärr från höger öra ner till bröstkorgen kommer från en olycka med kokande vatten då han bara var 3 år gammal. Olyckan ledde till att Tévez fick tredje gradens brännskador samt att han fick intensivvård i nästan två månader. När Tévez senare fick kontrakt med  Boca Juniors erbjöd klubben att betala för en kosmetisk operation så att Tévez skulle slippa ärret. Men det var inte Tévez intresserad av. "Det är en del av mig och det kommer det alltid att vara. Jag kommer aldrig att vinna någon skönhetstävling. Jag ska bara bli bäst i världen, sade den då tonårige Tévez".

## Spelarkarriär
Tévez debuterade redan som 17-åring för den argentinska storklubben Boca Juniors.
Under de fyra säsongerna som han spelade för Boca Juniors blev han mycket populär bland supportrarna för sin teknik, blick för spelet och sin kämpaglöd. Han vann också flera titlar som Copa Libertadores och Apertura under 2003. Samma år blev Tévez utsedd till "El rey de America" (Sydamerikas bästa fotbollsspelare), dessutom blev han utsedd till årets spelare i Argentina av spelare och journalister.

### Corinthians
Tévez valde att lämna Boca Juniors när det gick som bäst för laget, men istället för att flytta till någon europeisk storklubb så blev det den brasilianska storklubben Corinthians som värvade honom för ca 180 miljoner kronor. Därmed slog man rekord i Sydamerika.
I Corinthians var Tévez riktigt framgångsrik, han blev utsedd till lagkapten, ledde sitt lag till ligatiteln och blev utsedd till ligans bästa spelare.

### West Ham
Han lämnade Corinthians för Premier League laget West Ham och spelade säsongen 2006/2007 med klubben. Den 30 augusti 2006 bekräftade Tévez att han skulle spela för West Ham tillsammans med sin landsman Javier Mascherano. Övergångssumman är officiellt okänd.
Tévez gjorde sitt första mål för West Ham den 4 mars 2007 i Londonderbyt mot Tottenham. Under ligasäsongen 2006/2007 gjorde Tévez totalt sju mål.

### Manchester United
Tévez var utlånad till Manchester United från 2007 till 2009. Första säsongen i klubben bildade han ett fruktat anfallspar med Wayne Rooney, men då Dimitar Berbatov kom till klubben säsongen därpå fick Tévez allt mindre speltid och valde därför att gå till Manchester City då hans avtal med United löpte ut.

### Manchester City
I juni 2009 blev det klart att Tévez bytte klubb till Manchester City. Han hade även anbud från bland annat Liverpool men sade att han ej ville gå till en rivalklubb till Manchester United. Under sin första säsong i Manchester City gjorde Tévez 23 ligamål på 35 ligamatcher vilket var personligt rekord i Premier League. Den 5 februari gjorde Tévez hattrick mot West Bromwich Albion, på hans födelsedag.
Den 27 september 2011 i en Champions League-match mot Bayern München vägrade Tevez hoppa in och hamnade i bråk med tränaren Roberto Mancini och är sedan dess utanför Manchester Citys trupp. Det spekulerades att Tevez var klar för AC Milan under januarifönstret 2012, men så blev det inte.

### Juventus
Juventus värvar Carlos Tevez för 9 miljoner euro plus en bonus på 3 miljoner. Tevez får bära nummer 10 i Juventus som var bland andra Alessandro Del Piero och Michel Platini förra nummer.

### Landslaget
Tévez representerade Argentina i VM 2006. Han gjorde ett mål (femte målet) och en assist (till Lionel Messi, sjätte målet) när Serbien och Montenegro besegrades med 6–0.
I gruppspelets sista match mellan Argentina och Nederländerna fick Tévez spela hela matchen och blev utsedd till matchens spelare. Argentina åkte ut i kvartsfinalen efter straffar mot Tyskland.

## Tränarkarriär
Den 21 juni 2022 meddelade Rosario Central att de anställt Tévez som klubbens nya huvudtränare. Vid slutet av säsongen 2022 valde han att lämna klubben.

## Meriter
Boca Juniors
- Primera División: 2003, 2015, 2020
- Copa Libertadores: 2003
- Copa Sudamericana: 2004
- Interkontinentala cupen: 2003
- Copa Argentina: 2014/2015

 Corinthians
- Brasilianska Serie A: 2004/2005

 Manchester United
- Premier League: 2007/2008, 2008/2009
- Engelska Ligacupen: 2008/2009
- FA Community Shield: 2008
- Uefa Champions League: 2007/2008
- VM för klubblag: 2008

 Manchester City
- Premier League: 2011/2012
- FA-cupen: 2010/2011
- FA Community Shield: 2012

 Juventus
- Serie A: 2013/2014, 2014/2015
- Coppa Italia: 2014/2015
- Supercoppa italiana: 2013